# 丸木戸マキ
丸木戸 マキ（まるきど マキ）は、日本の漫画家。

## 人物
主にボーイズラブ作品、少女漫画作品を手掛ける漫画家。
2015年に「水曜の朝、午前3時30分」（ふゅーじょんぷろだくと『BABY』掲載）でデビュー。『ポルノグラファー』（祥伝社、2016年）が初コミックス。その他の著書に、『インディゴの気分』（2017年）『アケミちゃん』（2016年）『目を閉じても光は見えるよ』（2017年）。現在、講談社『コミックスDAYS』にて一般作『オメガ・メガエラ』を連載中。
初コミックス『ポルノグラファー』は、ボーイズラブ漫画として初めて実写連続ドラマ化し、フジテレビ関東ローカルで放映され、FODにて配信されている。続編の『インディゴの気分』『春的生活』も実写化しFODにて配信中である。また、その続編である『續･ポルノグラファー プレイバック』は映画化され、2021年2月26日より3週間限定で上映された。
2023年1月に『僕らのミクロな終末』がテレビドラマ化予定。

## 作品
『ポルノグラファー』（祥伝社『号外 on BLUE』掲載）が初コミックス。その他の著書に、『インディゴの気分』『アケミちゃん』『目を閉じても光は見えるよ』。現在、講談社『コミックDAYS』にて「オメガ・メガエラ」を連載中。
- デビュー作「水曜の朝、午前3時30分」のタイトルは、サイモン&ガーファンクル「水曜の朝、午前3時」をもじっている。

### 単行本
- 『ポルノグラファー』（祥伝社、on BLUE comics、2016年5月）
- 『アケミちゃん』（フロンティアワークス、ダリアコミックス、2016年6月）
- 『インディゴの気分』（祥伝社、on BLUE comics、2017年8月）
- 『目を閉じても光は見えるよ』（集英社、ドットブルームコミックス、2017年12月）
- 『オメガ・メガエラ(1)』（講談社、講談社コミックプラス、2018年7月）
- 『オメガ・メガエラ(2)』（講談社、講談社コミックプラス、2019年2月）
- 『續･ポルノグラファー プレイバック』（祥伝社、on BLUE comics、2019年10月）
- 『オメガ・メガエラ(3)』（講談社、講談社コミックプラス、2019年12月）
- 『オメガ・メガエラ(4)』（講談社、講談社コミックプラス、2020年10月）
- 『オメガ・メガエラ(5)』（講談社、講談社コミックプラス、2021年8月）
- 『僕らのミクロな終末（上）』（祥伝社、祥伝社コミックス、2022年2月）
- 『僕らのミクロな終末（下）』（祥伝社、祥伝社コミックス、2022年2月）